# Bad Brains
Bad Brains är ett amerikanskt hardcoreband som bildades 1977 i Washington D.C.. De är allmänt betraktade som pionjärer inom genren, trots att bandets medlemmar inte velat kalla sin musik för "hardcore". Alla medlemmarna är anhängare av Rastafari.

## Biografi
Bandet bildades 1977 och spelade från början jazz fusion men medlemmarna upptäckte snart punkrock och bytte bana. De kom från början från Washington D.C. men flyttade efter några år till New York.
Bandets tidiga skivor men framför allt deras livespelningar under de första åren brukar räknas som ett tidigt exempel på hur hardcoremusiken utvecklades ur punk. Ofta räknas de till och med som det första hardcorebandet eftersom de startade upp scenen för genren i Washington D.C. där mycket av genren under de tidiga åren dominerade och utvecklades (med band som Minor Threat). 

## Medlemmar
- H.R, = Paul Hudson - sång
- Dr. Know , = Gary Miller - gitarr
- Darryl Jennifer - bas
- Earl Hudson - trummor

## Diskografi
- 1982 – Bad Brains
- 1983 – Rock for Light
- 1986 – I Against I
- 1988 – Live
- 1989 – Quickness
- 1990 – The Youth Are Getting Restless
- 1991 – Spirit Electricity
- 1993 – Rise
- 1995 – God of Love
- 2002 – Live in San Francisco
- 2002 – I & I Survived
- 2007 – Build a Nation
- 2012 – Into the Future